# Katholieke Kerk in Kameroen

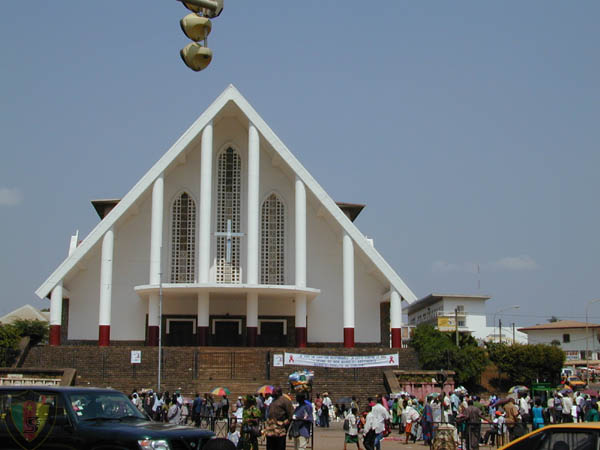
Kathedraal van Yaoundé

De Katholieke Kerk in Kameroen is een onderdeel van de wereldwijde Katholieke Kerk, onder het geestelijk leiderschap van de paus en de curie in Rome.
Er zijn thans naar schatting 4.250.000 katholieken in het land, wat 26% van de totale bevolking is. Het land bestaat uit 26 bisdommen verdeeld over 5 kerkprovincies.
Apostolisch nuntius voor Kameroen is aartsbisschop José Avelino Bettencourt, die tevens nuntius is voor Equatoriaal-Guinea.

## Geschiedenis
Kameroen werd op het einde van de negentiende eeuw gekerstend. In 1890 werd de apostolische prefectuur Kameroen opgericht en toevertrouwd aan de Duitse pallottijnen. Op 8 december 1890 vierden zij voor het eerst eucharistie in Marienberg. In 1912 werd de apostolische prefectuur Adamaoua en deze werd toevertrouwd aan de Duitse tak van de Priestercongregatie van het Heilig Hart van Jezus. Tijdens de Eerste Wereldoorlog werden alle Duitse missionarissen uitgewezen uit Kameroen door de nieuwe Franse en Britse autoriteiten. In de plaats kwamen vanaf de jaren 1920 spiritijnen en Missionarissen van het Heilig Hart in het Franse deel van Kameroen en Missionarissen van Mill Hill in het Britse. In 1946 werd het overwegend islamitische noorden van het land een missiegebied van de Oblaten van de Onbevlekte Maagd Maria.
In 1991 werd in Yaoundé de Université Catholique d’Afrique Centrale (UCAC) geopend. Deze heeft onder andere faculteiten filosofie en theologie. Daarnaast is er in die stad ook de theologische opleiding van Saint-Cyprien.

## Bisdommen
| - Aartsbisdom - Bisdom |

- Bamenda
  - Buéa
  - Kumba
  - Kumbo
  - Mamfe
- Bertoua
  - Batouri
  - Doumé-Abong' Mbang
  - Yokadouma
- Douala
  - Bafang
  - Bafoussam
  - Edéa
  - Eséka
  - Nkongsamba
- Garoua
  - Maroua–Mokolo
  - Ngaoundéré
  - Yagoua
- Yaoundé
  - Bafia
  - Ebolowa
  - Kribi
  - Mbalmayo
  - Obala
  - Sangmélima